# Карбонерос
Карбонерос (ісп. Carboneros) — муніципалітет в Іспанії, у складі автономної спільноти Андалусія, у провінції Хаен. Населення — 670 осіб (2010).
Муніципалітет розташований на відстані близько 240 км на південь від Мадрида, 55 км на північ від Хаена.
На території муніципалітету розташовані такі населені пункти: (дані про населення за 2010 рік)
- Ель-Асебучар: 12 осіб
- Карбонерос: 565 осіб
- Лос-Куельйос: 0 осіб
- Ла-Меса: 93 особи

## Демографія
Динаміка населення (INE ):